# Pliške
Pliške (mađ. Mecsekpölöske) je selo u južnoj Mađarskoj. 
Zauzima površinu od 7,31 km četvornog.

## Zemljopisni položaj
Nalazi u sjeveroistočnom podnožju gore Mečeka (mađ. Mecsek), na 46°13' sjeverne zemljopisne širine i 18°13' istočne zemljopisne dužine. Obližnja naselja su selo Liget 3 km sjeverno i Sika 4 km južno, a Slatnik se nalazi nekoliko km sjeveroistočno.

## Upravna organizacija
Upravno pripada komlovskoj mikroregiji u Baranjskoj županiji. Poštanski broj je 7300 .

## Promet
Pliške se nalaze na željezničkoj prometnici. U selu je i željeznička postaja.

## Stanovništvo
U Pliški živi 459 stanovnika (2005.). Mađari su većina. 4/5 su rimokatolici, 3,6% je kalvinista, 1,1% je luterana te ostali.
Krajem 18. st. se broj stanovnika udvostručio zbog doseljavanja Nijemaca.

## Vanjske poveznice
- Pliške na fallingrain.com